# Église Saints-Philippe-et-Jacques de Veneux-les-Sablons
Pour les articles homonymes, voir Église Saint-Philippe et Église Saint-Jacques.
L'église Saints-Philippe-et-Jacques est une église catholique paroissiale située à Veneux-les-Sablons, en Seine-et-Marne, dans le diocèse de Meaux. Cette église, dédiée aux saints apôtres Jacques d'Alphée et Philippe, est construite en 1828 à la demande des Veneusiens. 

## Historique

### Construction
La construction de l'église est entreprise à la demande des Veneusiens qui souhaitent ériger leur commune en paroisse et s'émanciper de la paroisse de Moret-sur-Loing. Elle est alors inaugurée le 11 novembre 1828 par Mgr Jean-Joseph de Cosnac. Elle est dépendante de la paroisse « Pôle missionnaire de Montereau » du diocèse de Meaux.
En 1959, elle est agrandie par une nef perpendiculaire à celle existante.

### Incendie
Le 10 janvier 2016, elle est ravagée par un incendie accidentel, détruisant une grande partie de la charpente et a priori — selon le préfet de Seine-et-Marne — dû à un système de chauffage défectueux,,. Le service des cultes est alors suspendu.

## Structure
L'édifice, orienté, est composé d'une nef unique percée de petites ouvertures en plein cintre. Son plan est en équerre.  
À l'extérieur, le clocher-porche est quadrangulaire avec un portail plein cintre au premier niveau et une arcature à trois arcs plein cintre au second niveau. La taille du clocher est de quinze mètres et sa toiture est à quatre pans. Le mur sud de la nef est scandé de grandes arcades aveugles non saillantes et surmontées de fenêtres hautes.
Sa cloche aurait été fondue avec les restes de celle de l'église de Fontainebleau, démontée et brisée lors de la Révolution. Les parrain et marraine de cette cloche n'étaient autre que le roi Louis XV et son épouse, la reine Marie Leczynska.
L'église possède également un orgue et un harmonium Christophe et Étienne.